# Galeria Mayoral
De Galeria Mayoral is een kunstgalerie in Barcelona en wordt bestuurd door Manel Mayoral die tevens de naamgever is. De galerie werd opgericht in 1989.
De galerie richt zich op de historische avant-garde en stelde reeds werk tentoon van Joan Miró, Salvador Dalí en Pablo Picasso en werd beïnvloed door Fernando Botero, Alexander Calder, Marc Chagall, Eduardo Chillida, Fernand Léger, Antoni Tàpies, Miquel Barceló, Jaume Plensa en de meest belangrijke opkomende kunstenaars.
Het tentoonstellingsaanbod is tweeledig: gezamenlijke tentoonstellingen op basis van een bepaald thema en solotentoonstellingen van het werk van kunstenaars die vooral relevant zijn voor de 20e eeuw en de 21e eeuw. 
De galerie neemt wereldwijd deel aan kunstbeurzen: Basel in Hongkong, The Armory Show in New York, Art Miami, PAD Londen, Masterpiece London, Biënnale des Antiquaires.